# كيو هاياشيدا
كيو هاياشيدا (باليابانية: 林田 球) هو الاسم القلمي لمانغاكا ورسامة يابانية. اشتهرت بسلسلتها دوروهيدورو، والتي تم نشرها سابقًا في مجلة آيكي الشهرية، لكنها انتقلت إلى مجلة هيبانا بعد توقف آيكي عن النشر، وانتقلت لاحقًا إلى شونين صاندي الاسبوعية بعد توقف هيبانا عن النشر.

## حياتها
ولدت كيو هاياشيدا عام 1977 في طوكيو باليابان. تخرجت من جامعة طوكيو للفنون قسم الرسم، تخصص في الرسم الزيتي. أول مانغا لها كانت "ماكين إكس انيذر"، وهي مقتبسة من لعبة الفيديو "ماكين إكس" الصادرة عام 1999، ونشرت في مجلة ماغازين زي الشهرية. خلال هذا الوقت، بدأت سلسلتها الخاصة دوروهيدورو، وهو أطول عمل لها حتى الآن.

## أعمالها
- دوروهيدورو (2000–2018)
- داي دارك (2019–مستمر)[6]